# 解説動画
解説動画（かいせつどうが、英語: explanatory video）とは、情報を説明するための映像フォーマットであり、何かを説明したり視聴者に理解してもらうことを目的とした動画である。
自社の製品やサービスなど、文字だけではわかりにくい箇所を映像で補い、ターゲット層にシンプルかつわかりやすく伝えるために制作される。手法にはストーリー性と多感覚的な要素を持ち、単純なものから精巧にデザインされたもの、数分程度のものから数十分のものまで様々な種類がある。

## 制作のポイント
解説動画の多くは、文字、画像、音楽、効果音、ナレーションを使用し、総合的にデザインされる。画像や３Dなどを用い映像の装飾を行なわれることも多い。
コンテクスト（文脈）
ただの説明にならないようターゲット層の視点に立ち、伝えたいテーマを日常生活などのわかりやすい出来事に置き換えるなど具体的に理解してもらえるような分析を行う。
用語と構文
比較的単純な用語で説明を行う。具体的でわかりやすい表現を用い専門用語は避けるか、説明を行う。また、構文も単純なものがよい（例：入れ子構造の文章を避けるなど）
抽象的な概念は難解な構文よりも具体的な概念や単純な構文の方が、脳にとってはるかに迅速に処理ができる。
ストーリー性
ストーリーを用いることによって、ターゲット層に認知的、感情的に働きかける。具体的なストーリーは、視聴者自身の日常体験に当てはめることができ、ターゲット層の持つ記憶や情報と結びつけられ、解決策や将来のビジョンを想像してもらうことで、従業員のモチベーションを高めることもできる。
単純なシンボルの使用
多くの解説動画のフォーマットは、単純なシンボルを用いる。コアメッセージや重要なコンテクストは、目立つイラストやCGで視覚化されている。コンセプトや理念など抽象的なメッセージもシンボルで表現するが、視覚化をどこまで詳細にするかは、フォーマットによって異なる。

## 科学的根拠と共感メカニズム
知識の獲得：マルチメディアによる学習
多感覚システムは、複数の感覚に訴えかける。人間の脳は、ばらばらに入ってくるシグナルよりも、複数の感覚を通じて同時に到達したメッセージの方を、より迅速に、かつ何倍も集中的に処理できる 。リチャード・E・マイヤーのマルチメディア学習の認知理論（2001）は、どのような原理がマルチメディアによる学習を支えているのか、またマルチメディアコンテンツが教育的効果を発揮するためには、それをどのように設計すべきかを示している。
態度の変化：精緻化見込みモデル
精緻化見込みモデルは、論じるテーマに対する視聴者の態度の変化という点から見た説得的なコミュニケーションの効果を示している。視聴者の態度において鍵となる障壁の一つは、「反論」「Counter-Arguing」、つまり説得的な弁論とは相容れない認知方法である。2002年に実施されたある調査では、視聴者がストーリーに没頭すればするほど、この自動的な「反論」が減少することが確認された。調査報告の作成者らは、反論をブロックすることにより、エデュテインメントの内容（次項参照）が、説得の試みに通常は屈しない人間に「共感」させる影響を与える特別な可能性をもたらすと結論づけている。マンハイム大学メディア・コミュニケーション研究所のDr. Peter Vorderer教授は、2013年の調査の中で、解説動画が「態度に有意な影響を与える。わずか3分間ほどという比較的短い時間の映像にしては、効果が際立っている」ことを証明した。
社会認知的学習理論：自己効力感
アルバート・バンデューラの社会認知的学習理論によると、対象モデルとは、知識、価値、認知能力および新たな行動の橋渡し役になるものである。アルバート・バンデューラは、自身の社会的学習に関する研究の中で、人間は実際のモデルのみならず象徴的な仮想対象モデルも手がかりにして学習することを突き止めた。それによれば、パターンとしての困難な状況が発生し、さらにそれが解決されることを通して、変革プロセスの過程で実際に遭遇するかもしれない状況に対する心構えをする機会が、人間に与えられる。視聴者は、対象モデルが困難な状況をいかに克服して自身の状況を好転させるかを見ることにより、自分自身がそれを実行するための戦略にとどまらず、「自己効力感」、つまり望ましい結果に自分自身でうまく到達できるという確信も伝達される。

## 解説動画の動向
インターネットの普及とデジタルデバイスの進化にともない、解説動画を通じた情報入手は、近年ますますポピュラーになっている。例えば2013年のドイツにおける週当たりの動画の利用は前年より大幅に増加した。オンラインユーザー（約2,300万人）の43パーセントが、ネットで動画を定期的に利用している。これは6パーセントの増加に相当する。このため、ドイツにおける解説動画の利用とサービス提供者数も増加し、2012年から2014年までの間にほぼ倍増するに至った。かくして既に2015年には、DAX指数構成銘柄の90%、中型株指数であるMDAX指数構成銘柄の68%、また小型株指数であるSDAX株価指数の構成銘柄の54%が、自社の企業広報の中で解説動画を利用している。

## ハウツー動画との区別
解説動画は、ターゲットのニーズに応えるものであり、重要な要素は、感情に訴えかけるストーリー性である。つまり視聴者は、映像の主人公に共感するがゆえに、そのまま引き込まれていく。これに対しハウツー動画は、サービスや製品、または、ショップなどの利用方法を説明するものであり、感情的な共感は生じないとされる。

## 利用される分野
解説動画は、マーケティングコミュニケーション の中で最もよく利用されている。動画が製品やサービスのほか企業を紹介しているサイトでは、訪問者の滞在時間がより長くなる。解説動画は、コンバージョン最適化のために利用されることがますます増えている。マーケティング動画、製品動画やイメージフィルムとしてもターゲットグループに効果的にアピールすることができる。また、社内広報でも、解説動画が利用される。これはコンプライアンスやコーポレートガバナンス、またチェンジマネジメントのような重要性の高いテーマのほか、どの雇用主にも義務づけられている伝統的な作業指導（例えば労働災害防止、データ保護または火災防止）においても同様である。またEラーニングでも、従業員に知識を小分けにして提供する目的で解説動画が用いられている。